# Crkva sv. Andrije u Kotišini
Crkva sv. Andrije, rimokatolička crkva u mjestu Kotišini, Grad Makarska, zaštićeno kulturno dobro.

## Opis dobra
Nalazi se izvan naseljenog mjesta, južno od ceste za Vrgorac. Jednobrodna je pravokutna građevina s kvadratičnom apsidom. Manjih je dimenzija. Na zapadnom pročelju su ulazna vrata uokvirena jednostavnim kamenim glatkim okvirom. U osi iznad vrata kvadratna je kamena ploča s prošupljenom šesterolatičnom rozetom. Na sljemenu je kameni luk preslice bez ikakvog podnožja. Bočni su zidovi crkve neraščlanjeni. Građena je od pravilnije obrađenog kamenja slaganog u redovima. Krov je dvovodan s pokrovom od kupe kanalice. Crkva sv. Andrije spada u skupinu jednostavnih crkvica bez posebnih stilskih odlika građenih tijekom 17. i 18.stoljeća na Makarskom primorju

## Zaštita
Pod oznakom Z-4936 zavedena je kao nepokretno kulturno dobro - pojedinačno, pravna statusa zaštićena kulturnog dobra, klasificirano kao "sakralna graditeljska baština".